# Reiner Klewen

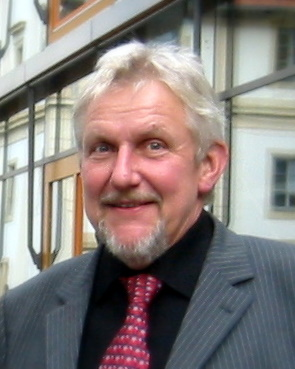
Reiner Klewen im November 2009

Reiner Klewen (* 12. Mai 1956 in Duisburg; † 5. September 2010) war ein deutscher Zoologe.

## Leben
Der Sohn einer Duisburger Familie war von 1978 bis 1980 Lehrer für Biologie am Heinrich-Heine-Gymnasium in Duisburg und von 1980 bis 1984 am St. Hildegardis-Gymnasium in Duisburg.

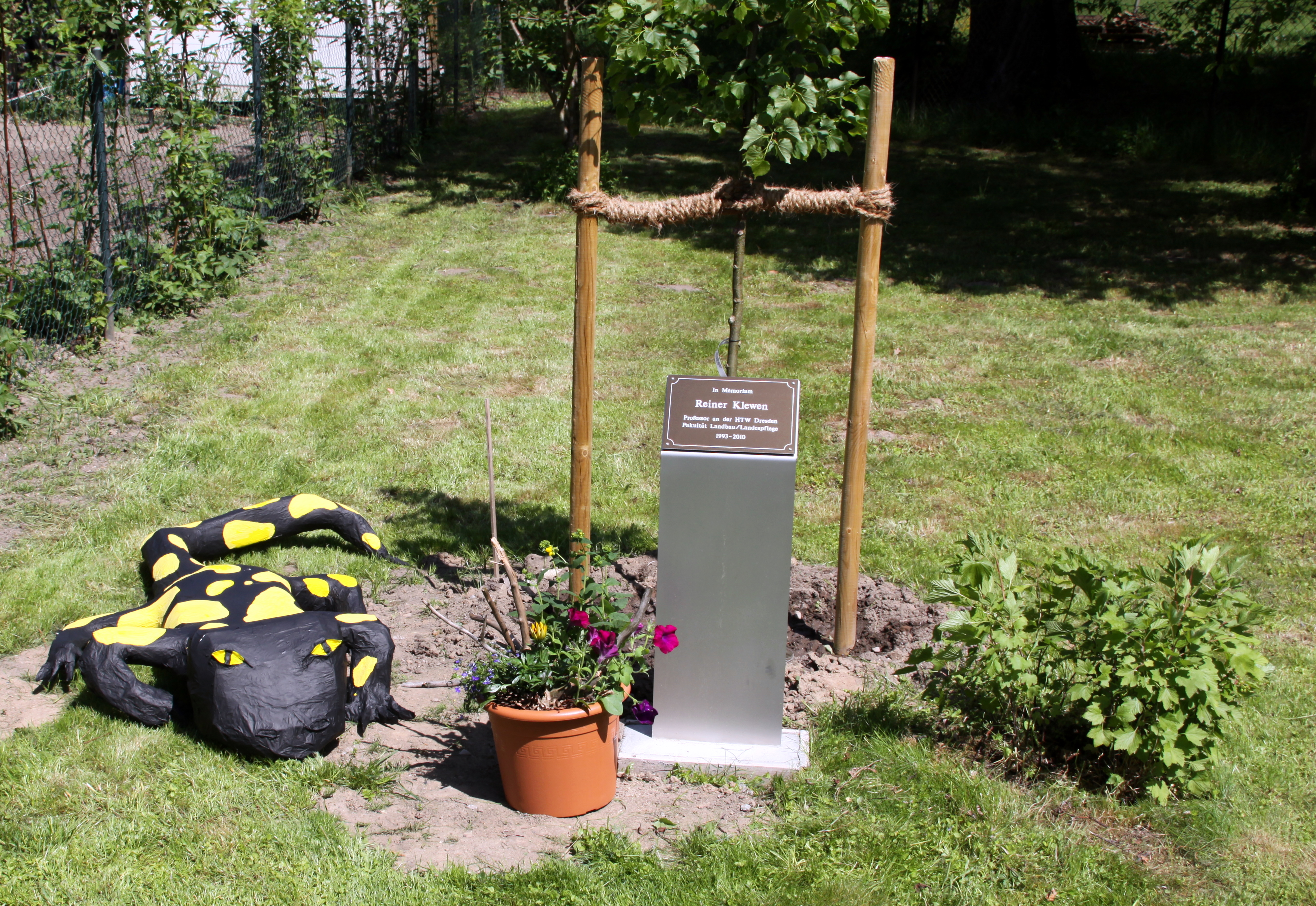
Gedenkstätte im Garten der Fakultät für Landbau u. Landespflege in Dresden-Pillnitz

Sein Interesse galt schon früh den Lurchen. In Duisburg unternahm er nach dem Abschluss seines Studiums (Staatsexamen an der Universität zu Köln 1981) der Zoologie, Botanik und Ökologie mehrere Forschungen zur Ökologie industrieller Lebensräume, wie Schwermetallhalden und stark verbauter oder künstlicher Gewässer wie städtische Drainageanlagen, die noch in den 70er Jahren in der öffentlichen Planung nur unter industriellen Gesichtspunkten betrachtet wurden. Klewen promovierte 1986, nach der wissenschaftlichen Mitarbeit am Zoologischen Institut der Universität zu Köln zum Dr. rerum naturalium. 1988 wurde er als Mitglied der Akademie für ökologische Landesforschung berufen. Von 1988 bis 1993 war er wissenschaftlicher Mitarbeiter und Lehrbeauftragter an der Bergischen Universität Wuppertal im Fachgebiet Sicherheitstechnik/Produktion.
Insbesondere zum Alpensalamander unternahm Klewen grundlegende Forschungen in den nördlichen Kalkalpen und den Dinarischen Gebirgen. Neben der Ökologie von Karstgebirgen gab es einen weiteren Schwerpunkt in der Ökologie der Tropen und Wüsten. Hier gab es Forschungsarbeiten vornehmlich in Namibia und Mexiko. In der Praxis war er als angewandter Ökologe, Umweltschutzgutachter bei Verkehrs- und Industriebauten und Landschaftsplaner zunächst in Duisburg, später auch im Raum Köln und Leipzig tätig.
Er erhielt 1993 die Professur für Angewandten Umweltschutz und Ingenieurökologie an der Hochschule für Technik und Wirtschaft Dresden. Dort bot er neben der Forschungsarbeit in den Bereichen Populationsökologie, Biodiversität und Angewandtem Umweltschutz sowie der Betreuung von Diplom- und Doktorarbeiten vielfältigste Lehrveranstaltungen in den Fächern Angewandter Umweltschutz, Ökologie und Zoologie.
Er begleitete als Mitglied in der Gründungskommission des Fachbereichs Landbau und Landespflege 1993/94 den Aufbau des Studiengangs mit seiner Erfahrung aus anderen Bildungseinrichtungen und die Umsiedelung des Studienganges von Dresden nach Pillnitz. Am traditionsreichen „grünen“ Standort Pillnitz setzte er sich erfolgreich für eine Zusammenarbeit der angesiedelten Einrichtungen, der Landesanstalt für Gartenbau und Landwirtschaft, dem Schlosspark, und der Obstbauversuchsanstalt ein. Neben vielen anderen Aufgaben der Selbstverwaltung der Hochschule, die er übernahm, war er von 2006 bis 2009 Dekan der Fakultät Landbau/Landespflege.

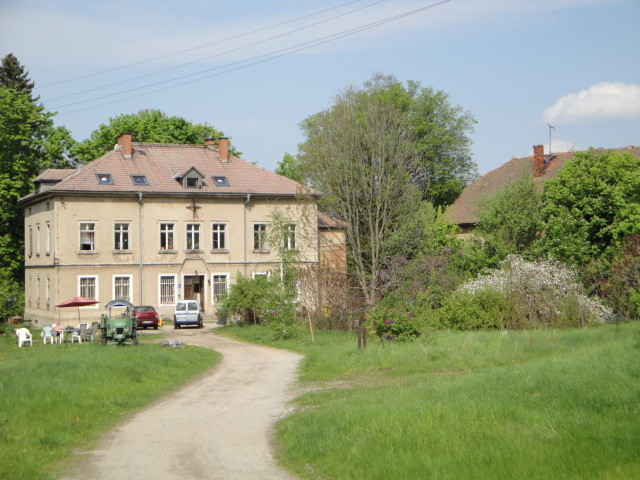
Institutsgebäude in Seitschen

Im Jahr 2002 gründete er das Institut für angewandten Umweltschutz Sachsen in einem alten Rittergut in Seitschen, um seine Arbeiten und Mitarbeiter zusammenzuführen und Absolventen die Möglichkeit von weiteren Forschungsarbeiten zu geben. Er war außerdem maßgeblich am Aufbau des Umweltforschungszentrums Homs-Saxonia in Homs (Syrien) beteiligt.
Seine Bemühungen führten zu der Veranstaltungsreihe „Pillnitzer Planergespräche“ und er initiierte nach Jahren intensiver Arbeit 2008 die Gründung des „Grünen Forums Pillnitz“, einer Zusammenarbeit zwischen der HTW, dem Julius Kühn-Institut, Schloss & Park Pillnitz und dem Landesamt für Umwelt, Landwirtschaft und Geologie.
2009 fand die erste Pillnitzer Kinderuniversität statt, deren Initiator und Ideengeber er ebenso war wie ihm auch die Veranstaltungsreihe „Neues aus Forschung und Wissenschaft“ des Grünen Forums Pillnitz zu verdanken ist, die sich seitdem erfolgreich an Laien und Kinder richtet.

## Forschungsarbeiten
(unvollständig)
- Populationsbiologie des Feuersalamanders im südlichen Kreis Paderborn (NRW), 1980–1983
- Lebensräume für Amphibien und Reptilien in industriellen Ballungsräumen und Entwicklung von Schutzkonzepten (für das Ministerium für Umwelt, Raumordnung und Landwirtschaft Nordrhein-Westfalen, 1986–2010)
- Ökologie industriell bedingter Lebensräume mit Schwerpunkt im Ballungsraum Ruhrgebiet, NRW 1980–2010 (in Zusammenarbeit mit der Bergischen Universität Wuppertal, Krupp Stahl AG)
- Ökologische Bewertung industriebedingter Flächen als Grundlage einer umweltgerechten Industrieplanung.
- Landwirtschaft, Tourismus und Naturschutz im zentralen Norden Namibias
- Biotopverbundsysteme der Agrarlandschaft und die ökologische Bedeutung dörflicher Strukturen, 2002–2010
- Eignung von Wasserbüffeln für die Landschaftspflege in Feuchtgebieten
- Entwicklungsmöglichkeiten für die Biodiversität in Siedlungen des ländlichen Raumes
- Untersuchung der Biodiversität in Sachsen
- Organismenvielfalt auf Agrarflächen unterschiedlicher Nutzungsintensität im Bundesstaat Mexiko, in Zusammenarbeit mit dem DAAD, CICAPLAAE (Mexiko), Universidad Autonoma Chapingo.

## Veröffentlichungen
- Untersuchungen zur Ökologie und Populationsbiologie des Feuersalamanders (Salamandra salamandra terrestris Lacepede 1788) an einer isolierten Population im Kreise Paderborn. In: Abh. Landesmuseum Naturk. Münster. Band 47, Nr. 1, 1985, S. 1–51.
- R. Feldmann, R. Klewen: Feuersalamander. In: R. Feldmann (Hrsg.): Die Amphibien und Reptilien Westfalens. (= Abhandlungen aus dem Westfälischen Museum für Naturkunde Münster). Band 43, Nr. 4, 1981, DNB 821087436, S. 30–44.
- Brunhild Gries, Reiner Klewen: Vegetation und Fauna in Westfalen. Westfälisches Museum für Naturkunde, Landschaftsverband Westfalen-Lippe, Münster 1985.
- Untersuchungen zur Verbreitung, Öko-Ethologie und innerartlichen Gliederung von Salamandra atra Laurenti 1768. Diss.-Schrift Universität Köln, 1986, DNB 861212320.
- Die Amphibien und Reptilien Duisburgs. Westfäl. Museum für Naturkunde, Münster 1988.
- Untersuchungen zur Ökologie und Populationsbiologie des Feuersalamanders (Salamandra salamandra terrestris Lacépède 1788) an einer isolierten Population im Kreise Paderborn. Westfäl. Vereinsdruckerei, Münster 1985.
- Eine bemerkenswerte Häufung von Farbkleidanomalien bei Amphibien im Raume Wuppertal/Remscheid (NRW).
- Die Landsalamander Europas. 2. Auflage. Ziemsen, Wittenberg 1991, ISBN 3-7403-0242-9.
- R. Klewen, H-.G. Winter, M. Franzen: Die Unterarten des Lykischen Salamanders Mertensiella luschani (Steindachner, 1891), Teil 1. In: Herpetofauna. Band 10, Nr. 53, 1988, S. 15–22.
- R. Klewen, H-.G. Winter, M. Franzen: Die Unterarten des Lykischen Salamanders Mertensiella luschani (Steindachner, 1891), Teil 2. In: Herpetofauna. Band 10, Nr. 55, 1988, S. 17–25.
- M. Franzen, R. Klewen: Mertensiella luschani billae ssp. n. – eine neue Unterart des Lykischen Salamanders aus SW-Anatolien. In: Salamandra. Band 23, Nr. 2/3, 1987, S. 132–141.
- R. Klewen, M. Franzen, H.-G. Winter: Distribution and ecology of Mertensiella luschani (Steindachner, 1891). In: J. J. Gelder, H. Strijbosch, P. J. M. Bergers (Hrsg.): Proc. 4th Ord. Gen. Meet. S.E.H., Nijmegen (Faculty of Sciences Nijmegen). 1987, S. 235–238.
- H.-G. Winter, R. Klewen, M. Franzen: Coloration and pattern in the subspecies of Mertensiella luschani (Steindachner, 1891). In: J. J. Gelder, H. Strijbosch, P. J. M. Bergers (Hrsg.): Proc. 4th Ord. Gen. Meet. S.E.H., Nijmegen (Faculty of Sciences Nijmegen). 1987, S. 445–448.

## Erst- und Artbeschreibungen
- Lykischer Salamander Lyciasalamandra billae (Türkei) (Franzen und Klewen, 1987)
- Unterartbeschreibungen des Alpensalamanders S. atra